# Неврюева рать
Неврюева рать  — карательный поход в мае 1252 года золотоордынских войск под командованием эмира (бека) Неврюя против великого князя владимирского Андрея Ярославича.

## История
Истоки конфликта, по мнению В. В. Каргалова, лежали в борьбе за Владимирский великокняжеский престол после смерти великого князя Ярослава Всеволодовича в 1246 году. Сначала престол занял его брат Святослав Всеволодович. Против него выступили сыновья Ярослава Михаил, Андрей и Александр и после года правления Святослав был смещён князем Михаилом Ярославичем. Далее в спор вступили Андрей и Александр, которые в 1247 году поехали к Батыю решать вопрос о великом княжении. Однако Батый перенаправил их в Каракорум, к великому хану. Князь Михаил Ярославович в 1248 году погиб  в войне с литовцами и трон вернулся к Святославу Всеволодовичу. Ханский ярлык на великое княжение получил Андрей Ярославович, и по возвращении в 1249 году во Владимир, занял великокняжеский престол.
В конце 1249 года наметился союз Андрея и Ярослава Ярославичей с Даниилом Галицким.
По одним данным, приказ идти походом на Андрея Ярославича отдал Сартак по другим, это сделал сам Батый.
Со стороны русских войск военачальниками были великий князь Владимирский и Суздальский Андрей Ярославич, князь Переславский и Тверской Ярослав Ярославич, его воевода Жидислав и суздальские бояре. Со стороны ордынцев —  эмир (бек) Неврюй, Котья и Алабуга Храбрый. Предполагаемый маршрут похода ордынцев был следующим:  Улус Сартака, находящимся в междуречье Хопра и Волги — переправа на реке Цна — Владимир — переправа через реку Клязьма — Переславль-Залесский.
15 мая 1252 года состоялась битва под Переславлем-Залесским и его последующий штурм. Войска великого князя Андрея Ярославича и его союзников потерпели поражение и город был взят. Переяславль-Залесский и его округа были разорены. Великий князь Андрей Ярославич с женой и дружиной бежал из Северо-Восточной Руси  через Новгород, Псков и Колывань (Таллин) в Швецию. Жена Ярослава Ярославича и воевода Жидислав были убиты, а княжеские дети Михаил и Святослав Ярославичи были взяты в ордынский плен.
С согласия ордынских властей произошло вокняжение на великокняжеский престол во Владимире князя Александра Ярославича. Ярослав Ярославич был лишён княжения в Переяславле-Залесском и в 1253 году отъехал с дружиной из Твери в Ладогу.
Это было первое после нашествия Батыя появление в Северо-Восточной Руси крупных монголо-татарских военных сил.
Историки придерживаются различных мнений о причастности Александра Невского к походу Неврюя, в результате которого он стал великим князем владимирским. По возвращении из Швеции Андрей Ярославович получил от Александра Суздаль (Святослав Всеволодович умер в 1252 году), и о новых конфликтах между ними неизвестно. Ярослав Ярославович продолжил борьбу, придя в 1255 году в Новгород, но Александр восстановил свои позиции, вернув туда сына Василия из Торжка.